# Liste des monuments historiques de Fougères
Ce tableau présente la liste de tous les monuments historiques classés ou inscrits dans la ville de Fougères, Ille-et-Vilaine, en France.

## Statistiques
En 2012, la ville de Fougères regroupent 24 monuments historiques ce qui représente 4,5 % des 535 les monuments historiques d'Ille-et-Vilaine. Huit édifices sont classés et 22 édifices sont inscrits. Fougères compte aussi 87 bâtiments inventoriés. La commune compte également 48 objets protégés comme monuments historiques.
La commune compte également une protection au titre des sites naturels : « l’ensemble formé sur la commune de Fougères par la place aux arbres et la place Leroux »  Site classé (1913).

## Liste
| Monument                         | Adresse                                        | Coordonnées                        | Notice         | Protection     | Date           | Illustration                     |
| -------------------------------- | ---------------------------------------------- | ---------------------------------- | -------------- | -------------- | -------------- | -------------------------------- |
| Beffroi                          | Rue du Beffroi                                 | 48° 21′ 14″ nord, 1° 12′ 16″ ouest | « PA00090555 » | Classé         | 1922           | Beffroi                          |
| Chapelle Saint-Pierre d'Iné      | 93 rue Duguay-Trouin                           | 48° 20′ 21″ nord, 1° 11′ 33″ ouest | « PA00090556 » | Classé         | 1982           | Chapelle Saint-Pierre d'Iné      |
| Château                          | Rue du Château Route de Rennes Place Raoul-II  | 48° 21′ 13″ nord, 1° 12′ 34″ ouest | « PA00090557 » | Classé         | 1862 1928 1953 | Château                          |
| Couvent des clarisses urbanistes | 21bis rue de la Caserne                        | 48° 21′ 28″ nord, 1° 11′ 56″ ouest | « PA00090558 » | Inscrit        | 1965           | Couvent des clarisses urbanistes |
| Église Saint-Léonard             | Rue Porte-Saint-Léonard                        | 48° 21′ 06″ nord, 1° 12′ 18″ ouest | « PA00090559 » | Inscrit        | 1944           | Église Saint-Léonard             |
| Église Saint-Sulpice             | Rue Le-Bouteiller                              | 48° 21′ 10″ nord, 1° 12′ 33″ ouest | « PA00090560 » | Classé         | 1910           | Église Saint-Sulpice             |
| Hôtel de la Belinaye             | Place du Tribunal 1 place Gambetta             | 48° 21′ 16″ nord, 1° 12′ 06″ ouest | « PA00090561 » | Inscrit        | 1928           | Hôtel de la Belinaye             |
| Hôtel de ville                   | 2 rue Porte-Saint-Léonard                      | 48° 21′ 05″ nord, 1° 12′ 16″ ouest | « PA00090562 » | Inscrit        | 1926           | Hôtel de ville                   |
| Maison                           | 13 place du Marchix                            | 48° 21′ 09″ nord, 1° 12′ 28″ ouest | « PA00090566 » | Inscrit        | 1930           | Maison                           |
| Maison                           | 15 place du Marchix                            | 48° 21′ 09″ nord, 1° 12′ 29″ ouest | « PA00090567 » | Inscrit        | 1930           | Maison                           |
| Maison                           | 20 rue du Nançon                               | 48° 21′ 11″ nord, 1° 12′ 28″ ouest | « PA00090568 » | Inscrit        | 1931           | Maison                           |
| Maison                           | 51 rue Nationale                               | 48° 21′ 09″ nord, 1° 12′ 15″ ouest | « PA00090569 » | Inscrit        | 1929           | Maison                           |
| Maison                           | 6 rue de Lusignan                              | 48° 21′ 10″ nord, 1° 12′ 29″ ouest | « PA00090565 » | Inscrit        | 1931           | Maison                           |
| Maison                           | 4 rue de Lusignan                              | 48° 21′ 11″ nord, 1° 12′ 29″ ouest | « PA00090564 » | Inscrit        | 1931           | Maison                           |
| Maison                           | 2 rue de Lusignan                              | 48° 21′ 11″ nord, 1° 12′ 29″ ouest | « PA00090563 » | Inscrit        | 1931           | Maison                           |
| Remparts nord                    | Ruelle des Vaux                                | 48° 21′ 18″ nord, 1° 12′ 13″ ouest | « PA00090570 » | Inscrit        | 1947           | Remparts nord                    |
| Remparts sud et ouest            | Rue du Beffroi Rue Nationale                   | 48° 21′ 14″ nord, 1° 12′ 17″ ouest | « PA00090571 » | Inscrit        | 1946           | Remparts sud et ouest            |
| Théâtre municipal                | 2 place du Théâtre                             | 48° 21′ 17″ nord, 1° 12′ 13″ ouest | « PA00090572 » | Inscrit Classé | 1988 1990      | Théâtre municipal                |
| Tour Desnos                      | Ruelle des Vaux                                | 48° 21′ 18″ nord, 1° 12′ 16″ ouest | « PA00090573 » | Inscrit        | 1926           | Tour Desnos                      |
| Tour du Four                     | Rue du Four Rue du Marché                      | 48° 21′ 12″ nord, 1° 12′ 08″ ouest | « PA00090574 » | Inscrit        | 1926           | Tour du Four                     |
| Tour Montfromery                 | Boulevard Jacques Faucheux 15 place du Théâtre | 48° 21′ 19″ nord, 1° 12′ 08″ ouest | « PA00090575 » | Inscrit        | 1926           | Tour Montfromery                 |
| Tour Nichot                      | 67 rue de la Pinterie                          | 48° 21′ 16″ nord, 1° 12′ 26″ ouest | « PA00090576 » | Classé         | 1913           | Tour Nichot                      |
| Tour du Papegaud                 | Rue Porte-Saint-Léonard                        | 48° 21′ 07″ nord, 1° 12′ 19″ ouest | « PA00090577 » | Inscrit        | 1926           | Tour du Papegaud                 |
| Tour du Ravelin                  | rue Porte-Saint-Léonard                        | 48° 21′ 04″ nord, 1° 12′ 15″ ouest | « PA00090578 » | Inscrit        | 1926           | Tour du Ravelin                  |